# Agrupació Courbet
L'Agrupació Courbet fou un grup artístic fundat a Barcelona el 1918 per Josep Llorens i Artigas i Josep Francesc Ràfols i dissolt el 1919, amb l'objectiu de renovar el noucentisme. El grup va sorgir dels assistents assidus al Cercle Artístic de Sant Lluc.
Els membres d'aquest grup van reivindicar com a mestre el pintor realista francès Gustave Courbet, del qual pretenien assolir la seva actitud revolucionària. L'associació fou impulsada per Josep Llorens i Artigas i Josep Francesc Ràfols i van ser membres destacats pintors catalans com Rafael Benet, Francesc Domingo i Segura, Marian Espinal, Lluís Llimona, Joan Miró, Josep Obiols, Enric C.Ricart, Olga Sacharoff, Rafael Sala, Josep de Togores i Joaquim Torres-Garcia.
L'Agrupació no implicava un estil pictòric homogeni, sinó la voluntat de renovació del panorama artístic català, sent una renovació plàstica del noucentisme. La seva primera exposició va tenir lloc entre el 10 de maig i el 30 de juny de 1918 i va tenir lloc al Cercle Artístic de Sant Lluc dins de l'Exposició Municipal de Primavera.
El grup va durar poc temps en actiu i es va dissoldre a la fi de l'any 1919 quan molts dels seus membres es van integrar al moviment de Les Arts i els Artistes o van marxar a París.
La seva primera exposició es va celebrar entre el 10 de maig i el 30 de juny de 1918.